# Liste der portugiesischen Botschafter in Belize
Die Liste der portugiesischen Botschafter in Belize listet die Botschafter der Republik Portugal in Belize auf.
Erstmals akkreditierte sich ein Vertreter Portugals im Jahr 1993 in Belize. Eine eigene Botschaft eröffnete Portugal dort nicht, der Botschafter Portugals in Mexiko ist für Belize zuständig, der sich dazu dort zweitakkreditiert.
In der belizischen Stadt Belize City ist ein Honorarkonsulat Portugals eingerichtet.

## Missionschefs
| Name                                          | Bild   | Amtszeit  | Anmerkungen                                                                           |
| Belize                                        | Belize | Belize    | Belize                                                                                |
| --------------------------------------------- | ------ | --------- | ------------------------------------------------------------------------------------- |
| António Cabrita Matias                        |        | ab 1993   | Botschafter mit Amtssitz Mexiko-Stadt, am 20. Juni 1993 in Belmopan akkreditiert      |
| Álvaro Gil Gonçalves Pereira                  |        | ab 1993   | Botschafter mit Amtssitz Mexiko-Stadt, am 18. August 1994 in Belmopan akkreditiert    |
| António Chambers de Antas de Campos           |        | ab 1999   | Botschafter mit Amtssitz Mexiko-Stadt, am 22. September 1999 in Belmopan akkreditiert |
| Manuel Marcelo Monteiro Curto                 |        | ab 2002   | Botschafter mit Amtssitz Mexiko-Stadt                                                 |
| Francisco Manuel Guimarães Henriques da Silva |        | ab 2004   | Botschafter mit Amtssitz Mexiko-Stadt                                                 |
| Francisco Domingos Garcia Falcão Machado      |        | ab 2007   | Botschafter mit Amtssitz Mexiko-Stadt                                                 |
| João José Gomes Caetano da Silva              |        | ab 2011   | Botschafter mit Amtssitz Mexiko-Stadt                                                 |
| Jorge Ayres Roza de Oliveira                  |        | seit 2015 | Botschafter mit Amtssitz Mexiko-Stadt                                                 |